# Rafael Adame
Rafael Adame (* 1906 in Autlán de la Grana, Jalisco, Mexiko; † 1963) war ein mexikanischer Komponist, Cellist und Gitarrist.

## Leben
Adame kam 1923 nach Mexiko-Stadt, wo er am Conservatorio Nacional de Música bei Julián Carrillo, Estanislao Mejía, Gustavo E. Campa und Juan Belaunzarán studierte. Über Carrillo kam er in die Grupo 13, eine Vereinigung avantgardistischer Musiker, die sich der Vierteltonmusik widmete, und der auch Gerónimo Baqueiro Foster und Vicente T. Mendoza angehörten. So war er auch der erste Komponist, der Stücke für die Vierteltongitarre komponierte. Neben eigenen Werken spielte er häufig Kompositionen von Carrillo. Er war beispielsweise der Gitarrist in der Uraufführung von dessen Preludio a Colón 1924.
1927 erhielt er einen zweiten Preis im Cellowettbewerb der Comisión Permanente del Primer Congreso Nacional de Música. 1929 wurde am Konservatorium in den Fächern Cello und Komposition graduiert. 1930 führte er sein Concierto für Gitarre und Orchester in einer eigenen Fassung für Gitarre und Klavier (mit dem Pianisten Santos Carlos) auf. 1934 wurde er Cellist des Orquesta Sinfónica Nacional, das 1939 sein Concertino für Cello und Orchester unter Carlos Chávez mit ihm selbst als Solist aufführte. Adame schloss er sich der seinem Lehrer Carrillo nahestehenden Grupo 13 an, die mikrotonale Werke Carrillios und eigene auf.
An der 1936 gegründeten Escuela Superior Nocturna de Música wurde er neben Jesús Silva Gitarrenlehrer; er wirkte hier bis 1960. Bis zu seinem Tode war er Cellist des Orquesta de la Unión Filarmónica.
Lange Zeit waren seine Werke praktisch vergessen. Auf dem IV Festival Internacional de Guitarra Cuernavaca 1997 wurde sein Concierto mit Manuel Rubio und dem Orquesta de Cámara del Estado de Morelos  unter Eduardo Sánchez-Zúber nach siebenunddreißig Jahren zum ersten Mal wieder aufgeführt.

## Werke
- Preludio, 1925
- Capricho, 1925
- Concertino für Cello und Orchester, 1929 OCLC 31227505
- Codierte für Cello und Orchester Nr. 2
- Concertino Nr. 1 für Gitarre und Orchester OCLC 42535232
- Concierto für Gitarre und Kammerorchester OCLC 42535822 I Allegro moderato II Adagio III Allegretto scherzando
- Concerto Classic für Gitarre und Orchester OCLC 1033877811
- Cuarteto de cuerdas, 1930
- Preludio “Armónico 7” für Vierteltongitarre, 1931

## Rezeption
- Gerónimo Baqueiro Foster: La despedida del Rafael Adame, guitarrista, chelista y compositor in Excélsior, 6. Februar 1933, S. 4.[2]